# Городище (Волгоградська область)
Городище (рос. Городище) — селище міського типу (з 1959), у Росії, Волгоградської області, адміністративний центр Городищенського району. Населення - 21,2 тис. жителів (2010).
Селище міського типу розташоване за 15 км на північний захід від центру Волгограда. Залізнична станція Разгуляєвка. В смт є річка — Мокра Мечетка.

## Історія
Селище було засноване в 1827 році переселенцями з Борисоглібського повіту Тамбовської губернії - сіл Уварово і Городище, за назвою якого і було назване нове село.
У селищі народився генерал-лейтенант Володимир Качалов.

## Спорт
ФК «Зірка» — виступав у 3 лізі, у 1997 році знявся з змагань через фінансові труднощі.

## Пам'ятки
Храм Всіх Скорботних.